# Okres Žiar nad Hronom
Okres Žiar nad Hronom je jedním z okresů Slovenska. Leží v Banskobystrickém kraji, v jeho severozápadní části. Na severu hraničí s okresem Prievidza a Turčianske Teplice, na východě s okresy Banská Bystrica a Zvolen a na jihu s okresy Žarnovica a Banská Štiavnica.